# Consistoire (catholicisme)
Pour les articles homonymes, voir Consistoire.
 (septembre 2024).
Si vous disposez d'ouvrages ou d'articles de référence ou si vous connaissez des sites web de qualité traitant du thème abordé ici, merci de compléter l'article en donnant les références utiles à sa vérifiabilité et en les liant à la section « Notes et références ».

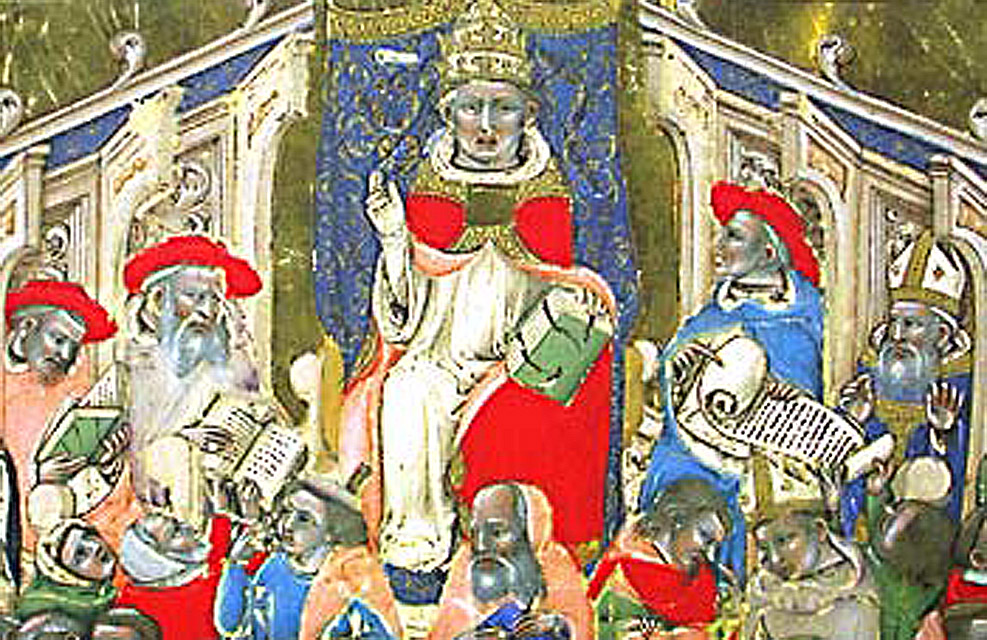
Le pape tenant un consistoire à Avignon

Un consistoire est une assemblée de cardinaux convoquée librement par le pape pour le conseiller, débattre de sujets concernant divers aspects de la vie de l'Église ou de l'organisation de la curie. Progressivement, les consistoires ont perdu leur dimension consultative pour se ritualiser et devenir l'occasion de l'annonce de décisions importantes ou de la création de nouveaux cardinaux.
Actuellement, la partie publique des consistoires est à nouveau précédée ou suivie d'échanges qui, bien qu'assez formels (discours, interventions lues), tendent à redonner au consistoire sa fonction consultative primitive.

## Origine
Sous l'antiquité, le consistoire désigne l'antichambre dans laquelle l'empereur romain rend la justice. Le terme provient du latin consistere, qui signifie « se tenir avec ».
L'utilisation du terme pour désigner l'assemblée des cardinaux autour du pape remonte à la première moitié du IXe siècle mais a été formellement installée au XIe siècle.

## Catégories de consistoires
On distingue au moins trois catégories de consistoires (par ordre croissant de solennité) :
- le consistoire ordinaire secret réunit les cardinaux présents auprès du pape (les cardinaux de curie) pour discuter des affaires pour lesquelles le pape désire consulter ses conseillers. On le qualifie de secret parce que son ordre du jour n'est pas publié avant la réunion et que l'assemblée n'est pas publique. Au Moyen Âge, les consistoires secrets étaient les plus fréquents, consacrés à la discussion de dossiers théologiques, de consultations doctrinales, de condamnations, de nominations, etc. Le premier consistoire convoqué par Benoît XVI en mars 2006 en était un.
- le consistoire ordinaire public (ou partiellement public) revêt une forme plus solennelle ; il est destiné à l'annonce de décisions importantes concernant l'Église ou la Curie, comme les béatifications et canonisations, l'invitation de personnalités diplomatiques (protocole du Vatican), la création de nouveaux cardinaux. C'est au cours d'un consistoire, convoqué pour approuver de nouvelles canonisations, que Benoît XVI annonce solennellement et en latin, le 11 février 2013, sa renonciation à sa charge pontificale.
- le consistoire extraordinaire (tenu à huis clos) réunit l'intégralité des cardinaux du monde entier. Il permet au pape de consulter les cardinaux sur les questions graves.

## Périodicité et déroulement des consistoires
La périodicité des consistoires varie fortement selon les époques. Au XIVe siècle, sous les papes d'Avignon, les consistoires pouvaient être hebdomadaires. Au XXe siècle, il n'y en eut que quelques-uns par an.
Lors d'un consistoire aboutissant à la nomination de nouveaux cardinaux, le pape préside une cérémonie à laquelle assistent la plupart des membres du Collège cardinalice. Chaque nouveau cardinal, après la profession de foi et le serment de fidélité à l'Église, reçoit du pape le nom d'une église de Rome, dont il devient titulaire, validant son incardination au diocèse de Rome, même en résidence à l'étranger. Le lendemain, les nouveaux membres du Collège reçoivent l'anneau cardinalice.

## Liste des consistoires pour la création de nouveaux cardinaux depuis le début duXXesiècle

### Consistoires convoqués par Pie X
- 1903 : 9 novembre (2 cardinaux)
- 1905 : 11 décembre (4 cardinaux)
- 1907 : 15 avril (5 cardinaux)
- 1907 : 16 décembre (7 cardinaux)
- 1911 : 27 novembre (19 cardinaux)
- 1912 : 2 décembre (1 cardinal)
- 1914 : 25 mai (13 cardinaux)

### Consistoires convoqués par Benoît XV
- 1915 : 6 décembre (6 cardinaux)
- 1916 : 4 décembre (11 cardinaux)
- 1919 : 15 décembre (6 cardinaux)
- 1921 : 7 mars (5 cardinaux)
- 1921 : 13 juin (3 cardinaux)

### Consistoires convoqués par Pie XI
- 1922 : 11 décembre (8 cardinaux)
- 1923 : 23 mai (2 cardinaux)
- 1923 : 30 décembre (2 cardinaux)
- 1924 : 24 mars (2 cardinaux)
- 1925 : 30 mars (2 cardinaux)
- 1925 : 14 décembre (4 cardinaux)
- 1926 : 21 juin (2 cardinaux)
- 1926 : 20 décembre (2 cardinaux)
- 1927 : 20 juin (2 cardinaux)
- 1927 : 19 décembre (5 cardinaux)
- 1929 : 15 juillet (1 cardinal)
- 1929 : 16 décembre (6 cardinaux)
- 1930 : 30 juin (5 cardinaux)
- 1933 : 13 mars (8 cardinaux)
- 1935 : 16 décembre (18 cardinaux)
- 1936 : 15 juin (2 cardinaux)
- 1937 : 13 décembre (5 cardinaux)

### Consistoires convoqués par Pie XII
- 1946 : 19 février (32 cardinaux)
- 1953 : 12 janvier (24 cardinaux)

### Consistoires convoqués par Jean XXIII
- 1958 : 15 décembre (23 cardinaux)
- 1959 : 14 décembre (9 cardinaux)
- 1960 : 28 mars (7 cardinaux)
- 1961 : 16 janvier (4 cardinaux)
- 1962 : 19 mars (10 cardinaux)

### Consistoires convoqués par Paul VI
- 1965 : 22 février (27 cardinaux)
- 1967 : 26 juin (27 cardinaux)
- 1969 : 28 avril (35 cardinaux)
- 1973 : 5 mars (30 cardinaux)
- 1976 : 24 mai (20 cardinaux)
- 1977 : 27 juin (4 cardinaux)

### Consistoires convoqués par Jean-PaulIer
Jean-Paul Ier n'a convoqué aucun consistoire au cours de son bref pontificat.

### Consistoires convoqués par Jean-Paul II
- 1979 : 30 juin (15 cardinaux)
- 1983 : 2 février (18 cardinaux)
- 1985 : 25 mai (28 cardinaux)
- 1988 : 28 juin (24 cardinaux)
- 1991 : 28 juin (22 cardinaux)
- 1994 : 26 novembre (30 cardinaux)
- 1998 : 21 février (22 cardinaux)
- 2001 : 21 février (42 cardinaux)
- 2003 : 21 octobre (30 cardinaux)

### Consistoires convoqués par Benoît XVI
- 2006 : 24 mars (13 cardinaux électeurs et 2 non électeurs)
- 2007 : 24 novembre (21 cardinaux électeurs et 2 non électeurs)
- 2010 : 20 novembre (20 cardinaux électeurs et 4 non électeurs)
- 2012 : 18 février (18 cardinaux électeurs et 4 non électeurs)
- 2012 : 24 novembre (6 cardinaux électeurs)

### Consistoires convoqués par François
- 2014 : 22 février (16 cardinaux électeurs et 3 non-électeurs)
- 2015 : 14 février (15 cardinaux électeurs et 5 non-électeurs)
- 2016 : 19 novembre (13 cardinaux électeurs et 4 non-électeurs)
- 2017 : 28 juin (5 cardinaux électeurs)
- 2018 : 28 juin (11 cardinaux électeurs et 3 non-électeurs)
- 2019 : 5 octobre (10 cardinaux électeurs et 3 non-électeurs)
- 2020 : 28 novembre (9 cardinaux électeurs et 4 non-électeurs)
- 2022 : 27 août (16 cardinaux électeurs et 4 non-électeurs)
- 2023 : 30 septembre (18 cardinaux électeurs et 3 non-électeurs)
- 2024 : 7 et 8 décembre (20 cardinaux électeurs et 1 non-électeur)